# Seki, Gifu
Seki (関市 (Quan thị) Seki-shi) là một thành phố thuộc tỉnh Gifu, Nhật Bản.